# Karl Friederichs
Karl Friederichs (Delmenhorst, 7 de abril de 1831-Berlín, 18 de octubre de 1871) fue un filólogo clásico alemán y arqueólogo.
Estudió filología en las universidades de Gotinga y Erlangen, donde fue influenciado por Carl Friedrich Nagelsbach. En 1853 obtuvo su doctorado en filosofía con una disertación sobre el coro griego en los trabajos de Eurípides y Sófocles, Chorus Euripideus comparatus cum Sophocleo. En 1858 se convirtió en profesor asociado de arqueología en la Universidad Humboldt de Berlín.
En 1868 fue nombrado director del Antiquarium de Berlín, y durante el año siguiente, viajó a Chipre para procurar antigüedades en nombre del museo. En octubre de 1869,  inició un largo viaje a Palestina, Egipto, Grecia, Cerdeña, Sicilia e Italia.

## Obras selectas
- Praxiteles und die Niobegruppe, nebst Erklärung einiger Vasenbilder, 1855 – Praxíteles y el  "grupo de Níobe", junto con una explicación de algunos vasos cerámicos.
- Pindarische Studien, 1863 –  Estudios sobre Píndaro.
- Kunst und Leben. Reisebriefe aus Griechenland, dem Orienta und Italien, 1872 - Arte y vida; cartas de un viaje a Grecia, Oriente e Italia.[3]
- Contribuciones al volumen 8 de "Geschichte der bildenden Künste" (1866–1879); autor principal, Karl Schnaase.[4]
- Fue el autor de una descripción completa del Museo de Berlín  (1868; 2ª edición 1885).[5]
- Publicado en inglés: "Greek sculpture: selections from Friederichs' Bausteine; traducido por D. Cady Eaton, New haven: Tuttle, Morehouse & Taylor, 1881-83. (5 volúmenes):[6]
  - volumen 1. Arte arcaico y arte imitativo arcaico.
  - volúmenes 2-3. Periodo del máximo desarrollo.
  - volumen 4. Periodo de declive del arte griego.
  - volumen 5. Arte grecorromano.[7]